# Bernard Willem Hoffman
Pour les articles homonymes, voir Hoffman.
Bernard Willem Hoffman, né le 16 janvier 1758 à Namur et mort le 6 novembre 1816 à Middelstum, est un homme politique néerlandais.

## Biographie
Ce pasteur de Middelstum est élu député d'Appingedam à la première assemblée nationale batave en février 1796. Unitariste, il est nommé à la commission constitutionnelle le 15 mars. Réélu en août 1797, il entre à nouveau à la commission constitutionnelle et favorise le coup d'État du 22 janvier 1798. Il participe activement à la rédaction de la constitution de 1798 instituant le Directoire batave mais déclare qu'il ne siègera pas au Corps représentatif et se retire de la vie politique lors de sa mise en place, en mai 1798.